# Channel One Cup 2013
46. edycja turnieju Channel One Cup została rozegrana w dniach 19-22 grudnia 2013 roku. Wzięły w nim udział cztery reprezentacje: Czech, Szwecji, Finlandii i Rosji. Każdy zespół rozegrał po trzy spotkania, łącznie odbyło się sześć spotkań. Pięć spotkań odbyło się w hali Ledowyj dworiec Bolszoj w Soczi, jeden mecz rozegrano się w Pradze w hali O2 Arena.
Turniej był trzecim, zaliczanym do klasyfikacji Euro Hockey Tour w sezonie 2013/2014.

## Terminarz
| 19 grudnia 2013 | Szwecja | 2:3 | Rosja | Ledowyj dworiec Bolszoj, Soczi |

| Szczegóły      | Szczegóły                                    | Szczegóły       | Szczegóły                                                              | Szczegóły                                                              |
| -------------- | -------------------------------------------- | --------------- | ---------------------------------------------------------------------- | ---------------------------------------------------------------------- |
| Godzina: 16:00 | T. Wandell (PP) 13:27 N. Burström (EQ) 52:56 | (1:1, 0:0, 1:2) | 17:24 (EQ) M. Czudinow 43:49 (EQ) M. Czudinow 57:49 (EQ) N. Prochorkin | Widzów: 9 351 Sędzia główny: Martin Fraňo Sędziowie liniowi: Robin Šír |
| Godzina: 16:00 | 10 min. kar                                  |                 | 8 min. kar                                                             | Widzów: 9 351 Sędzia główny: Martin Fraňo Sędziowie liniowi: Robin Šír |

| 19 grudnia 2013 | Czechy | 2:0 | Finlandia | O2 Arena, Praga |

| Szczegóły      | Szczegóły                                 | Szczegóły       | Szczegóły  | Szczegóły                                                                    |
| -------------- | ----------------------------------------- | --------------- | ---------- | ---------------------------------------------------------------------------- |
| Godzina: 18:30 | P. Nedvěd (PP) 37:12 J. Hlinka (EN) 59:13 | (0:0, 1:0, 1:0) |            | Widzów: 13 096 Sędzia główny: Mikael Sjöqvist Sędziowie liniowi: Mikael Nord |
| Godzina: 18:30 | 10 min. kar                               |                 | 8 min. kar | Widzów: 13 096 Sędzia główny: Mikael Sjöqvist Sędziowie liniowi: Mikael Nord |

| 21 grudnia 2013 | Rosja | 2:3 | Finlandia | Ledowyj dworiec Bolszoj, Soczi |

| Szczegóły      | Szczegóły                                    | Szczegóły       | Szczegóły                                                              | Szczegóły                                                              |
| -------------- | -------------------------------------------- | --------------- | ---------------------------------------------------------------------- | ---------------------------------------------------------------------- |
| Godzina: 11:00 | M. Czudinow (PP) 26:13 A. Radułow (PP) 59:59 | (0:0, 1:1, 1:2) | 21:04 (EQ) O. Palola 58:30 (PP) T. Hartikainen 59:01 (SH) J-P. Hytönen | Widzów: 8 851 Sędzia główny: Martin Fraňo Sędziowie liniowi: Robin Šír |
| Godzina: 11:00 | 12 min. kar                                  |                 | 14 min. kar                                                            | Widzów: 8 851 Sędzia główny: Martin Fraňo Sędziowie liniowi: Robin Šír |

| 21 grudnia 2013 | Czechy | 2:1 pk. | Szwecja | Ledowyj dworiec Bolszoj, Soczi |

| Szczegóły      | Szczegóły                                   | Szczegóły                 | Szczegóły                | Szczegóły                                                                           |
| -------------- | ------------------------------------------- | ------------------------- | ------------------------ | ----------------------------------------------------------------------------------- |
| Godzina: 16:00 | R. Kousal (EQ) 51:53 R. Červenka (SO) 65:00 | (0:0, 0:1, 1:0, 0:0, 1:0) | 34:59 (PP1) M. Johansson | Widzów: 2 352 Sędzia główny: Aleksiej Anisimow Sędziowie liniowi: Konstantin Olenin |
| Godzina: 16:00 | 10 min. kar                                 |                           | 6 min. kar               | Widzów: 2 352 Sędzia główny: Aleksiej Anisimow Sędziowie liniowi: Konstantin Olenin |

| 22 grudnia 2013 | Rosja | 1:2 | Czechy | Ledowyj dworiec Bolszoj, Soczi |

| Szczegóły      | Szczegóły             | Szczegóły       | Szczegóły                                 | Szczegóły                                                                                    |
| -------------- | --------------------- | --------------- | ----------------------------------------- | -------------------------------------------------------------------------------------------- |
| Godzina: 11:00 | A. Radułow (PS) 40:18 | (0:0, 0:0, 1:2) | 43:23 (EQ) T. Nosek 44:08 (EQ) J. Novotný | Widzów: 9 897 Sędzia główny: Anssi Kalevi Salonen Sędziowie liniowi: Aleksi Johannes Rantala |
| Godzina: 11:00 | 6 min. kar            |                 | 6 min. kar                                | Widzów: 9 897 Sędzia główny: Anssi Kalevi Salonen Sędziowie liniowi: Aleksi Johannes Rantala |

| 22 grudnia 2013 | Finlandia | 4:2 | Szwecja | Ledowyj dworiec Bolszoj, Soczi |

| Szczegóły      | Szczegóły                                                                                    | Szczegóły       | Szczegóły                                     | Szczegóły                                                                           |
| -------------- | -------------------------------------------------------------------------------------------- | --------------- | --------------------------------------------- | ----------------------------------------------------------------------------------- |
| Godzina: 16:00 | J. Sallinen (EQ) 25:28 P. Jormakka (EQ) 33:55 T. Hartikainen (EQ) 46:59 O. Palola (EQ) 58:56 | (0:0, 2:1, 2:1) | 23:47 (EQ0 A. Engqvist 50:04 (SH) A. Engqvist | Widzów: 3 469 Sędzia główny: Aleksiej Anisimow Sędziowie liniowi: Konstantin Olenin |
| Godzina: 16:00 | 32 min. kar                                                                                  |                 | 10 min. kar                                   | Widzów: 3 469 Sędzia główny: Aleksiej Anisimow Sędziowie liniowi: Konstantin Olenin |

## Klasyfikacja
| Poz. | Zespół    | M | Pkt | Z | WpD | PpD | P | G+ | G- | +/- |
| ---- | --------- | - | --- | - | --- | --- | - | -- | -- | --- |
| 1    | Czechy    | 3 | 8   | 2 | 1   | 0   | 0 | 6  | 2  | +4  |
| 2    | Finlandia | 3 | 6   | 2 | 0   | 0   | 1 | 7  | 6  | +1  |
| 3    | Rosja     | 3 | 3   | 1 | 0   | 0   | 2 | 6  | 7  | -1  |
| 4    | Szwecja   | 3 | 1   | 0 | 0   | 1   | 2 | 5  | 9  | -4  |

## Klasyfikacje indywidualne
- Klasyfikacja strzelców:  Maksim Czudinow – 3 gole
- Klasyfikacja asystentów:  John Klingberg,  Ville Koho,  Ilja Kowalczuk,  Mikko Mäenpää – 2 asysty
- Klasyfikacja kanadyjska:  Maksim Czudinow,  Olli Palola – 3 punkty
- Klasyfikacja skuteczności interwencji bramkarzy:  Alexander Salák – 96.92% (2 mecze) /  Jakub Kovář – 100% (1 mecz)
- Klasyfikacja średniej goli straconych na mecz bramkarzy:  Alexander Salák – 0,96 (2 mecze) /  Jakub Kovář – 0,00 (1 mecz)

## Nagrody
Najlepsi zawodnicy na każdej pozycji wybrani przez dyrektoriat turnieju:
- Bramkarz:  Alexander Salák
- Obrońca:  Niclas Burström
- Napastnik:  Pekka Jormakka